# 燕岗站 (四川省)
燕岗站是一个成昆铁路、峨广铁路和建设中的连乐铁路上的铁路车站，位于四川省乐山市峨眉山市桂花桥镇燕岗村，建于1965年，目前为二等站，邮政编码为614218。车站作为成昆铁路上的区段站原办理客货运业务以及部分列车的解体编组作业，部分列车须在本站更换机车乘务组；同时车站驻有车务、电务、供电、工务、机务、货场等单位，在车站周边形成铁路社区。燕岗站在成昆铁路复线化后为单向横列式一级二场区段站：到发场设有9条股道以及基本站台、中间站台各1座；编组场设有10条股道，另设有2条安全线和2条牵出线。
本站为成昆铁路复线峨眉至米易段的起点，在成昆复线建设期间进行改造工程。2014年新建北货场。2021年8月11日起车站因线路施工停办客运业务。2021年9月15日车站新信号楼启用，同时本站至峨眉站区间实现复线化。2022年3月14日，车站建成往连乐铁路的右联络线。本站改造工程包括拆除既有旅客站台2座、股道2条，新增到发线6条（含正线1条），2022年7月完工；同时在成昆复线建设期间，施工单位在车站附近设有燕岗制梁场。改造后本站规模增加至一级三场。

## 运营状况
燕岗站为区段站，目前担负着燕岗至成都、西昌方向的接发列车、货车解编、列尾装置安撤、机车出入库以及车站装卸作业等任务。车站的客运业务因成昆复线及连乐铁路施工自2021年8月11日起停办，原燕岗至普雄的5619/5620次列车延伸至峨眉站始发终到；
货运办理整车货物及集装箱发到，西南货物快运列车亦在本站办理作业。本站是乐山市主要货运办理站，货源辐射乐山市及所辖的峨眉山市、井研县、犍为县、沐川县等地，主要发到货物品类为纸、水泥、化工、化肥及铝锭类。车站货场面积共计47143平方米，其中仓库面积2221平方米，并设有通往西昌机务段峨眉机务折返段的专用线。